# Carl von Vultée
Johann Justin Ludwig Carl von Vultée (* 8. Dezember 1778 in Marburg; † 26. Oktober 1844 ebenda) war ein deutscher Oberforstmeister und Politiker aus dem Adelsgeschlecht Vultejus.

## Leben
Von Vultée war der Sohn von Friedrich Vultejus (von Vulté(e)) (* 7. Januar 1731 in Nassenerfurth; † 19. März 1794 in Marburg). Der Vater war  Mitherr auf Kleinensee (heute Stadtteil von Heringen, Kreis Hersfeld-Rotenburg), (1771) Landgräflich hessen-kasselischer Justizrat, (1780) Landgräflich hessen-kasselischer Regierungsrat und (1794) Landgräflich hessen-kasselischer Justiz- und Geheimer Regierungsrat.
Die Mutter war dessen Ehefrau Susanne Wilhelmine geborene Kleinschmidt (* 13. November 1739 in Marburg; † 16. Februar 1809 ebenda), Witwe des Königlich Preußischen Leutnants Wilhelm Reinhard Scheffer und Tochter des Syndikus der Universität Marburg Niclas Wilhelm Kleinschmidt (* 2. Februar 1694 in Marburg; begraben 27. November 1744 in Marburg) und der Dorothea Charlotte Scheffer. Johann Henrich Kleinschmidt war ein Großvater der Mutter.
Er war evangelisch-reformiert und heiratete am 10. Mai 1801 in Marburg seine Cousine Wilhelmine von Vulté(e) (* um 1774 in Hachborn; † 16. Februar 1830 in Fulda), die Tochter des Mitherren auf Kleinensee und Landgräflich Hessischen Hauptmanns Wilhelm Christian Hermann Ernst von Vulté(e) (* 28. April 1728 in Nassenerfurth; † 23. November 1787 in Hachborn) und der Anna Martha Spor(r)leder.
Von Vultée besuchte von 1788 bis 1792 das Gymnasium in Marburg und studierte ab dem 12. September 1794 an der Universität Marburg. Er wurde Forstverwalter, Forstjunker, (1830) Kurfürstlich Hessischer Forstmeister in Fulda. (1844) wurde er als pensionierter Kurfürstlich Hessischer Oberforstmeister, zuletzt wohnhaft in Marburg genannt. In den Befreiungskriegen leistete er auch Kriegsdienst und war (1816) Hauptmann und Landrezeptor. Er war Mitherr auf Kleinensee und Adorf und wurde am 24. Mai 1798 mit der Steinernen Kemenate in Adorf und allem Zubehör belehnt. Als Besitzer dieses landtagsfähigen Gutes war er von vor 1814 bis 1816 Mitglied des Landstandes des Fürstentums Waldeck.